# Maria Meeresstern (Borkum)

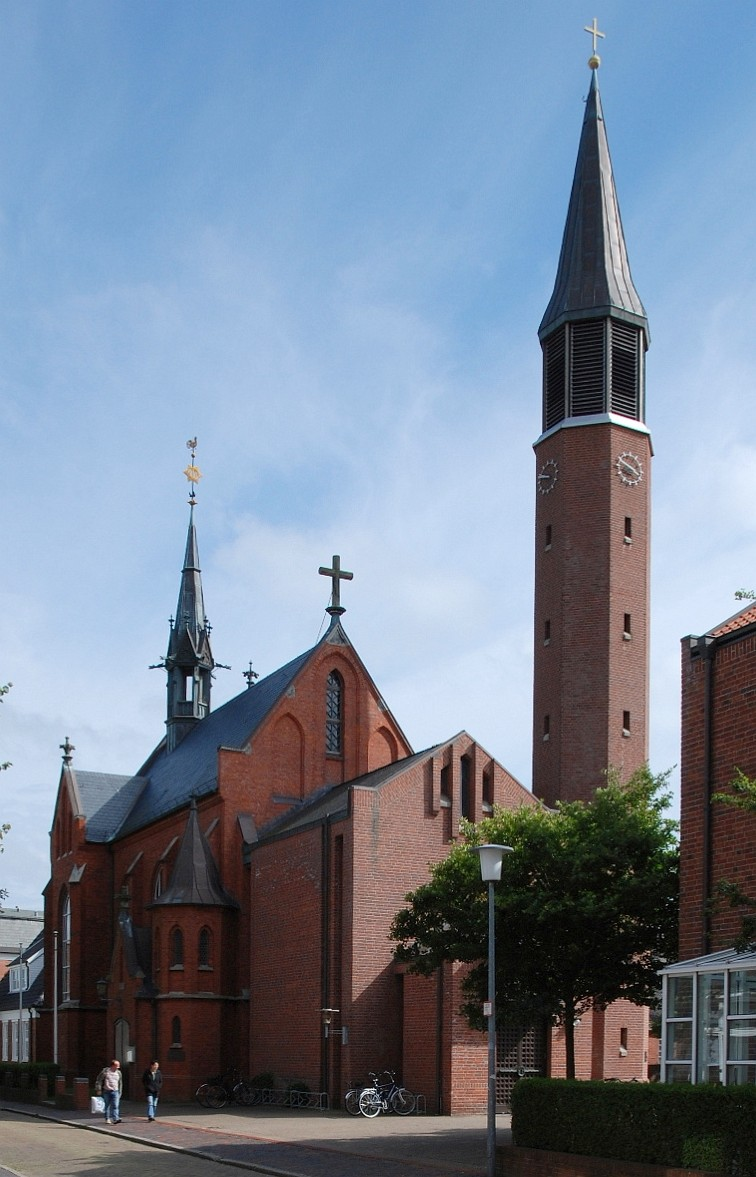
Maria Meeresstern

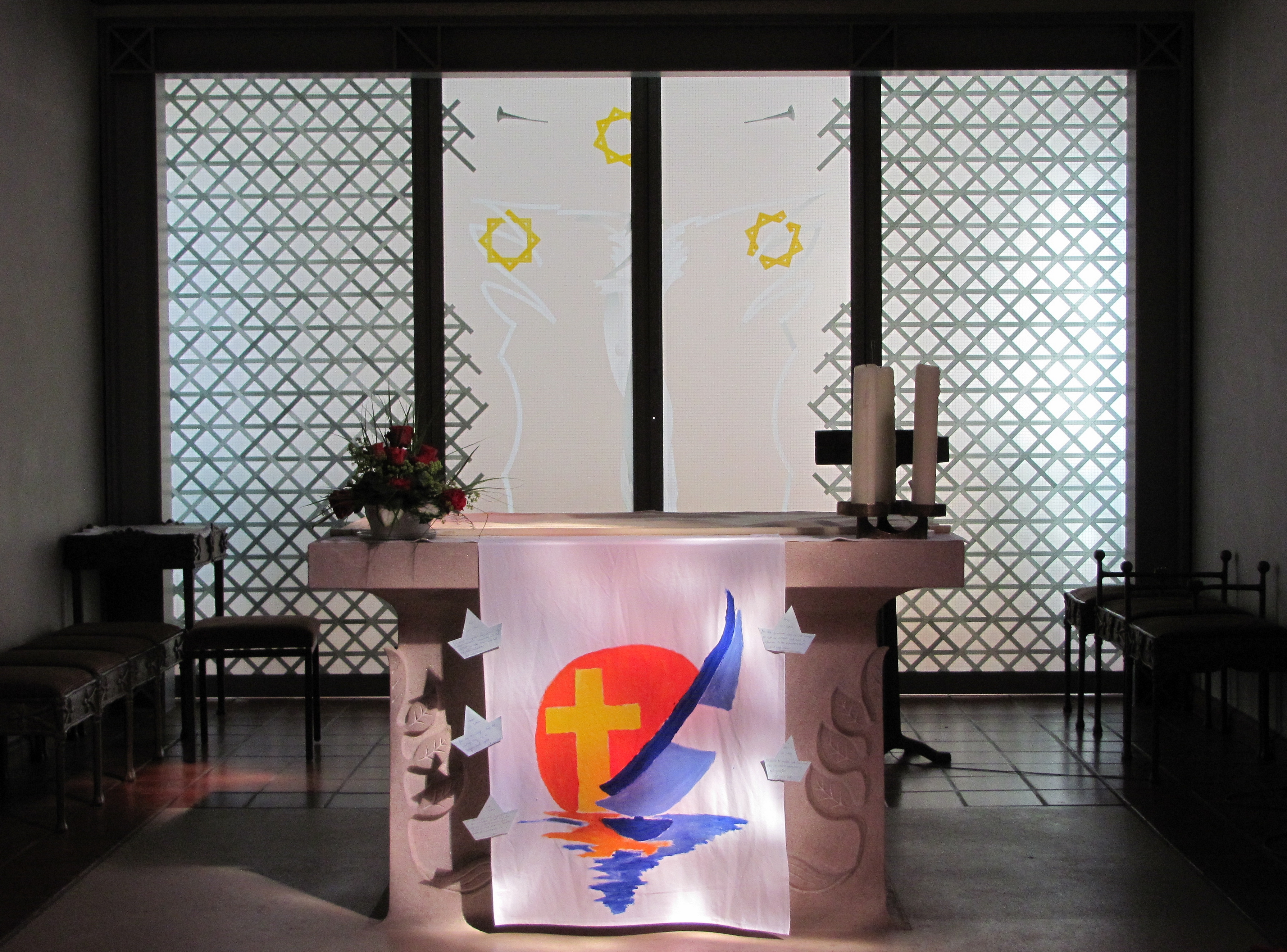
Altarraum

Maria Meeresstern ist die römisch-katholische Kirche auf der ostfriesischen Insel Borkum.

## Geschichte
Borkum, dessen Bevölkerung seit der Reformation evangelisch war, erlebte seit Mitte des 19. Jahrhunderts durch den Bädertourismus einen Strukturwandel. Auf Initiative des Münsteraner Priesters Carl Böddinghaus, an den seit 2003 eine Bronzetafel an der Kirche erinnert, kam es 1880/1882 zum Bau der katholischen Kapelle mit dem Patrozinium Maria Meeresstern. Nach dem Entwurf des Münsteraner Diözesanbaumeisters Hilger Hertel entstand in neugotischen Formen eine geostete kleine Backstein-Hallenkirche mit Querhaus und Laternen-Dachreiter. Bereits 1905 wurde sie nach Westen um ein Joch erweitert. 1954 folgte der Anbau eines Mehrzweckkirchsaals im Osten.
Ihr heutiges Aussehen erhielt die Kirche 1987/1988 durch Hinzufügung einer modernen, die Linien des neugotischen Baus aufnehmenden Vergrößerung im Westen mit einer geräumigen Empore und dem neuen Bronze-Portal. Gleichzeitig erhielt sie einen hohen und schlanken oktogonalen Glockenturm mit einem vierstimmigen Geläut. Zwei Jahre später folgten das moderne Pfarrheim und die Neugestaltung des Kirchplatzes.

## Ausstattung
Der Innenraum der Kirche ist schlicht gehalten. Der Marienaltar erhielt im Jahre 1907 einen Aufsatz nach der Zeichnung des Regierungsbaumeisters Hilger Hertel mit einer Pieta nach Achtermann, ausgeführt vom Bildhauer Anton Rüller aus Münster.

## Orgel
Orgelbau Kreienbrink schuf im Jahr 1970 die Orgel mit zehn Registern auf zwei Manualen und Pedal mit folgender Disposition:
| I Hauptwerk C–g3 |    |
| Hohlflöte        | 8′ |
| Oktave           | 4′ |
| Spitzflöte       | 2′ |
| Mixtur III       | 1′ |

| II Brustwerk C–g3 |       |
| Gedackt           | 8′    |
| Rohrflöte         | 4′    |
| Prinzipal         | 2′    |
| Sesquialter II    | 2 ⁄3′ |
| Tremulant         |       |

| Pedal C–d1 |     |
| Subbaß     | 16′ |
| Choralbaß  | 4′  |

- Koppeln: II/I, I/P, II/P